# Trzebieszpol
Trzebieszpol (lit. Tebešpolis) – wieś na Litwie, w okręgu wileńskim, w rejonie święciańskim, w gminie Podbrodzie.

## Historia
W czasach zaborów folwark w gminie Kiemieliszki, w powiecie święciańskim, w guberni wileńskiej Imperium Rosyjskiego. W 1905 roku liczyło 11 mieszkańców, 24 dziesięciny, własność Szlaszewicza.
W dwudziestoleciu międzywojennym zaścianek leżał w Polsce, w województwie wileńskim, w powiecie święciańskim, w gminie Kiemieliszki.
W 1931 w 1 domu zamieszkiwało 7 osób.
Od 1945 roku w Litewskiej Socjalistycznej Republice Radzieckiej.
Od 1990 na niepodległej Litwie.